# 先史ヨーロッパ
先史ヨーロッパ（せんしヨーロッパ）では、先史時代のヨーロッパについて、その概略を述べる。

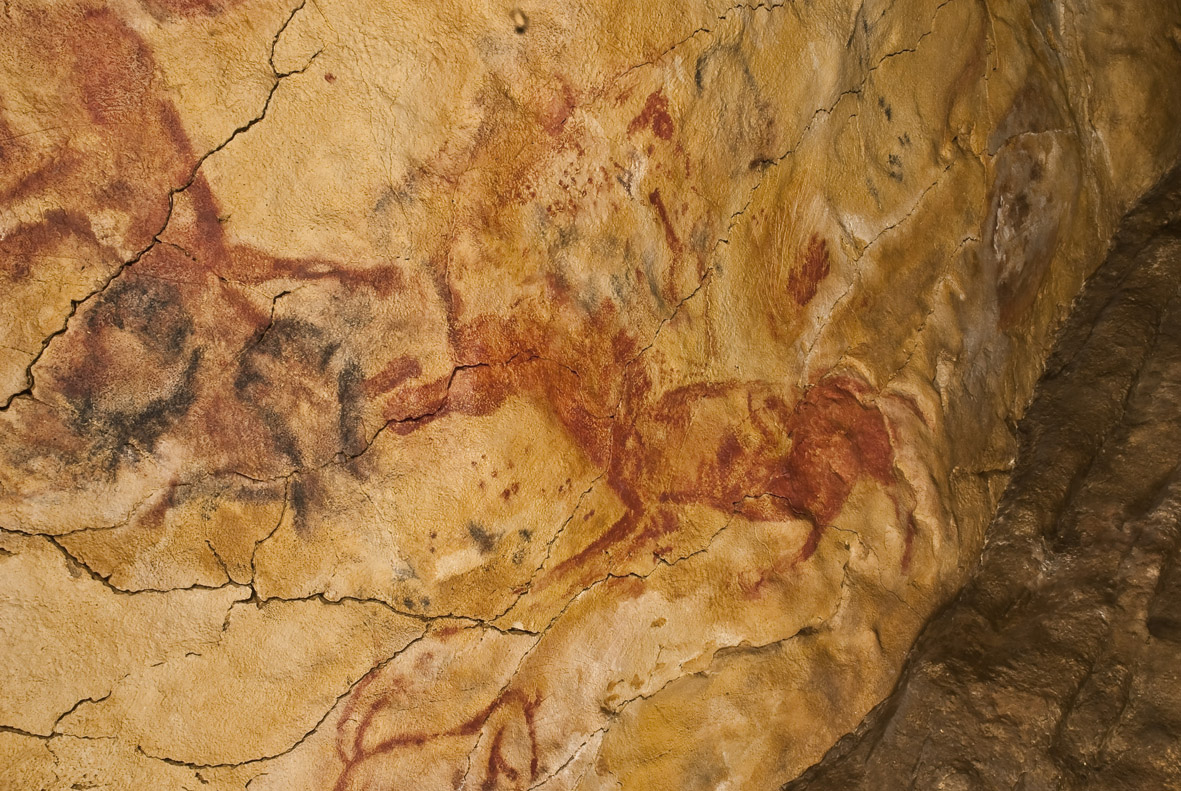
アルタミラ洞窟壁画

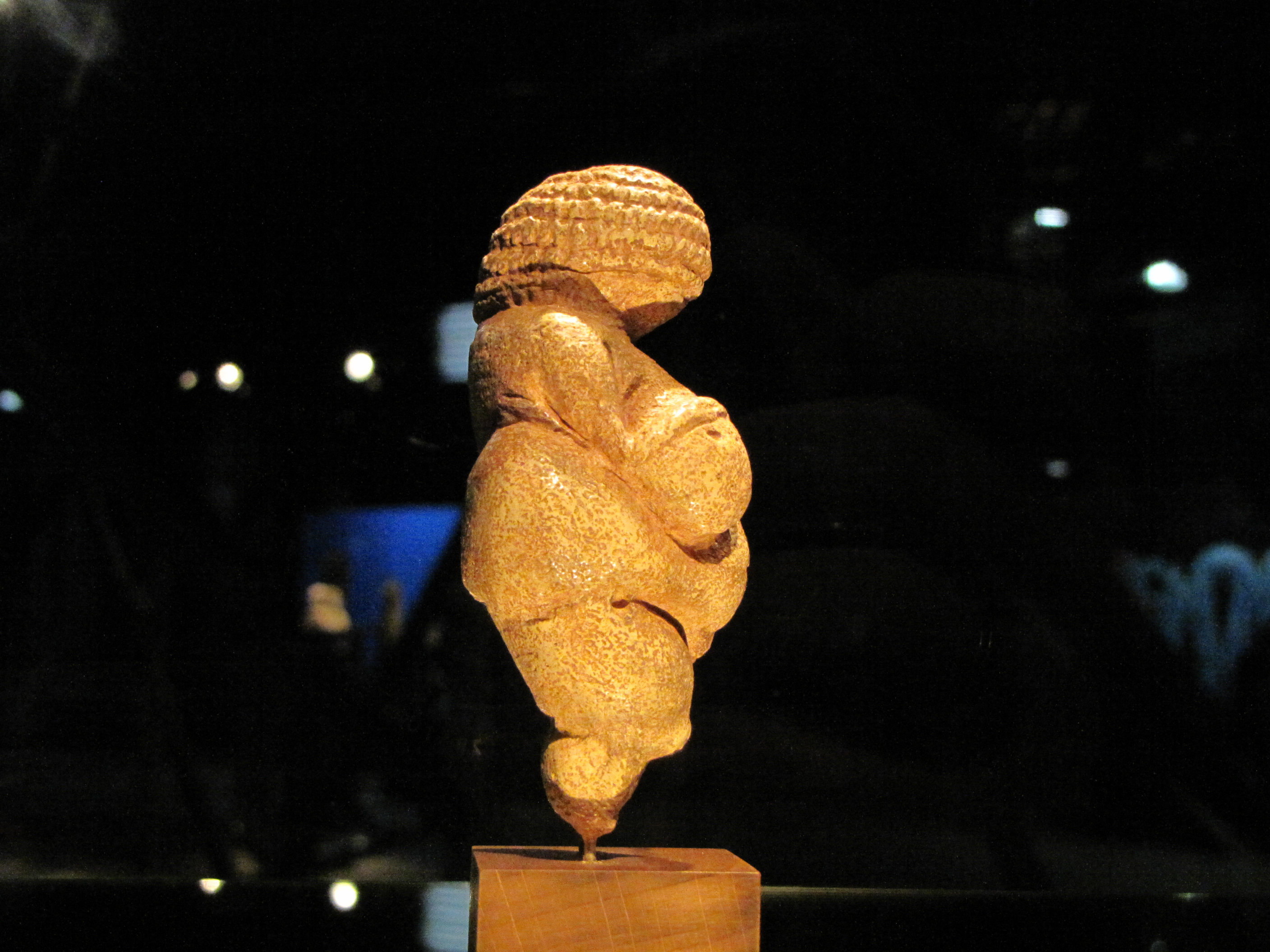
ヴィレンドルフのヴィーナス

## 前期旧石器時代
ヨーロッパ地域に残る人類遺跡のうち最も古いものは、グルジア共和国に位置するドマニシ遺跡(Dmanisi)である。ドマニシ遺跡からはおよそ180万年前に遡る原人（ホモ・ゲオルギクス）の人骨や、オルドワンの石器インダストリーに類似した打製石器が出土した。またブルガリアのコザルニカ（Козарника）洞窟からは、約140万年前のものとみられるヒトの活動痕跡が確認されている。西ヨーロッパの初期人類遺跡としてはスペインのアタプエルカ（Atapuerca）にあるグラン＝ドリナ（Gran Dolina）遺跡が著名であり、約90万年前の時期に推定される原人（Homo Antecessor）の上顎骨が発見されている。
前期旧石器時代の後半になると、ホモ＝ハイデルベルゲンシス(Homo heidelbergensis)の痕跡がヨーロッパだけではなく、アジア・アフリカの幅広い地域で分布するようになる。1908年にドイツ・ハイデルベルク近郊で初めて発見されたことからその名を付けられたこの原人は、ホモ属の進化系統からホモ＝ネアンデルタレンシス(Homo neanderthalensis、ネアンデルタール人)が分岐する直前、もしくは分岐直後の現生人類（Homo Sapiens）寄りに位置すると考えられており、それまでの原人に比べると増大した脳容量や平坦な顔の作りをしていたとされている。

## 中期旧石器時代（ムスティエ期）

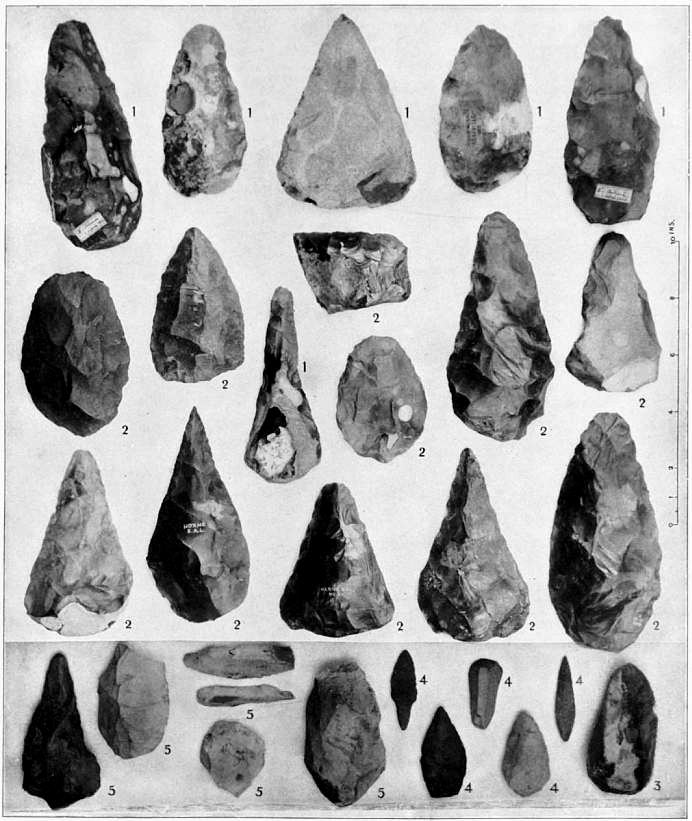
ムスティエ文化の石器

中期旧石器時代になると、ホモ・ハイデルベルゲンシスと強い類縁関係を持つ旧人、ホモ＝ネアンデルタレンシスがヨーロッパ各地に伝播し、おおよそ60万年前から4万年前の間にかけてムスティエ文化と呼ばれる旧石器文化を繁栄させる。ルヴァロワ技法による剥片石器を用い、死体の埋葬などの儀礼行為を行ったとされている。このネアンデルタール人と現生人類との関係については、近年まではほとんど交雑することがなかったとする説が一般的であった。しかし21世紀以降には化石人類のゲノム分析研究が進んだことによって、現代人（特にアフリカ系を除く人々）の持つ遺伝子情報のうち数%はネアンデルタール人に由来することが明らかとなった。ムスティエ文化の主要な遺跡としては、フランス・ドルドーニュ県のムスティエ(Le Moustier)遺跡（標準遺跡）、クロアチアのクラピナ遺跡、イギリス・ノーフォーク州のLynford Quarryなどがある。

## 後期旧石器時代前半（オーリニャック期〜グラヴェット期）

オーリニャック文化の分布図

後期旧石器文化の主な担い手は、現生人類であるホモ＝サピエンス＝サピエンス（Homo sapiens sapiens）である。ヨーロッパにおいて、現生人類による考古学的文化のうち最も初期のものにオーリニャック文化（Aurignacian）がある。およそ42000〜32000年前にヨーロッパ南部で栄え、剥片の多用（他のヨーロッパ後期旧石器文化では剥片石器の使用が少なく、石刃中心の組成を見せる）で知られる。またオーリニャック文化に後続する時期には、ロシア平原〜クリミア山脈付近を中心として、尖頭器を多数出土することで知られるグラヴェット文化(Gravettian)が栄えた。（33000年前〜24000年前）この時代には、オーリニャック文化・グラヴェット文化問わず女性像が多く製作されたこともまた特筆に値する。世界最古の女性像とされるホーレ＝フェルス(Höhle-Fels)の例をはじめ、オーストリアのガルケンベルク（Galgenberg）、ロシア平原のコスチェンキ、ガガリーノ、アヴデーヴォ遺跡がそれぞれ女性像を出土したことで知られている。
30000年前のチェコや35000年前のベルギーの人骨からハプログループC1a2 (Y染色体)が検出されており、このタイプがヨーロッパで最古層の集団と考えられる。

## 後期旧石器時代後半（マドレーヌ文化）
オーストリアのヴィレンドルフ(Willendorf)では、24000年〜22000前のものと推定される著名なヴィーナス像（ヴィレンドルフのヴィーナス）が発見されている。
後期旧石器時代の末期には、フランスを中心とする西ヨーロッパ一帯にマドレーヌ文化（Madeleinian、Magdalenian）を担う人々が拡散した（17000年前~12000年前頃）。オーリニャック文化を母体としたと推定されているこの文化は、別名マグダレン文化とも呼ばれる。石器組成は石刃を主体としたほか、洞窟壁画などの精神活動の痕跡でもよく知られており、ラスコー(Lascaux)やアルタミラ（Altamira）などの著名な洞窟壁画が多数このオーリニャック＝マドレーヌ文化期に描かれている。
この頃のヨーロッパはハプログループI (Y染色体)に属すクロマニョン人が分布していた。

## 新石器時代

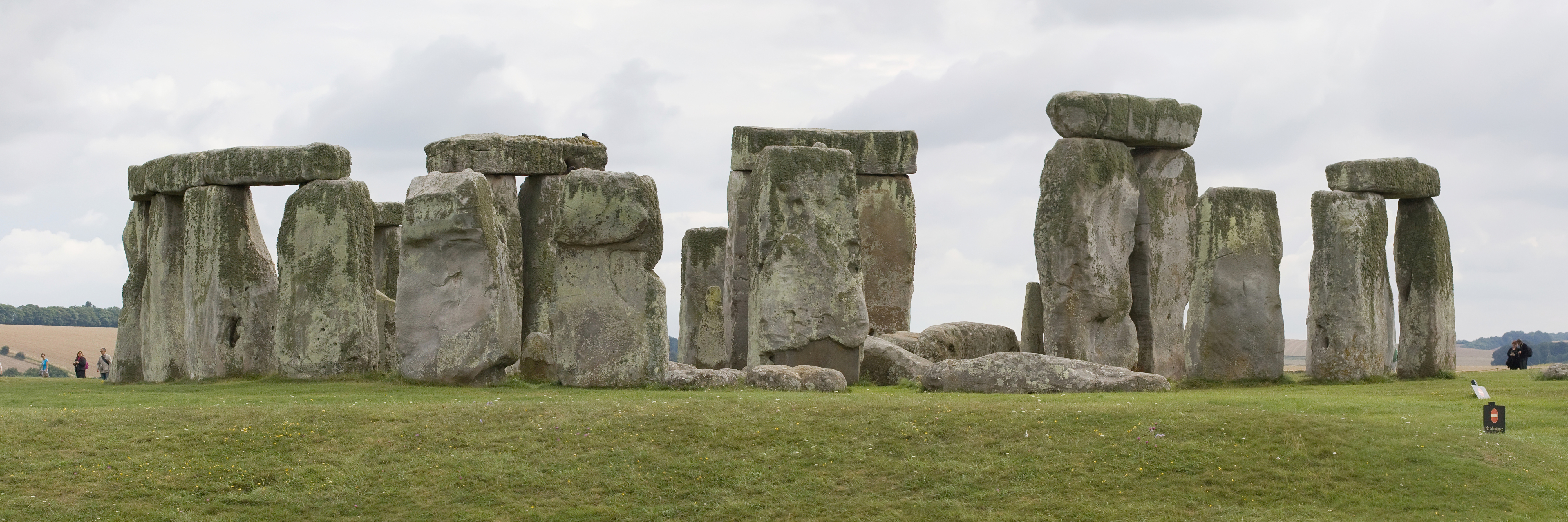
北から見たストーンヘンジ

西アジア地域における農耕の起源は、レヴァント地方の中石器文化であるナトゥフ文化(Natufian)から展開した一連の先土器新石器文化であるとされている。1970年代のシリア・アッサド湖におけるダム工事に伴う発掘調査によって、ナトゥフ文化からムギ農耕・ヤギ・ヒツジ牧畜を伴うPPNB期（先土器新石器文化B）までの文化系統の推移が明らかになった。また、西アジアにおける土器の起源もこの地域であるとされている。
このレヴァントのムギ農耕がメソポタミア文明を経由して、おおよそ9000年前にレヴァントと類似した気候を有する地中海のバルカン半島に伝わり、ヨーロッパ各地に伝播することとなる。オーストラリアの考古学者ゴードン・チャイルドは、西アジアで成立した農耕新石器文化が各地に広まって技術・生業・社会に大きな変革をもたらしたことを「新石器革命（Neolithic Revolution）」と表現した。この「ヨーロッパにおける新石器革命の伝播ルート」を巡っては、今なお盛んな議論がなされている。初期農耕時代の考古学文化では、ディミニ(Dimini)土器などで知られ、大麦や果樹の農耕、ウシ・ブタなどの牧畜を行った紀元前5000年頃のセスクロ文化(Σέσκλο,Sesklo)や、新石器時代末から青銅器時代にかけヨーロッパ各地に分布した鐘状ビーカー文化などが主要なものとしてあげられる。
イギリスにある著名な巨石記念物、ストーンヘンジの成立も新石器時代まで遡れるだろうと推測されるが、その目的も含め詳細には諸説ある。
この時代の人々について、古人骨からその遺伝子が明らかになってきた。それによれば、ヨーロッパに農耕をもたらし、巨石文化を担ったのは、ハプログループG2a (Y染色体)である。加えて、先住の狩猟採集系ハプログループI (Y染色体)も依然多数発見されており、農耕と巨石文明を受け入れていったものと考えられる。
また、新石器時代には現在ヨーロッパ人口の圧倒的多数を占めるインド＝ヨーロッパ語族がヨーロッパに移動してきたとされている。しかしその具体的なルートについては未だ議論が続いており、約6000年前にクルガン（Курган）と呼ばれる墳丘墓の習慣を持った印欧語系の騎馬民族が黒海北岸からヨーロッパに到来したとする「クルガン仮説」や、アナトリア半島の農耕民が約8000年前に渡欧したとする「アナトリア仮説」などが有力視されているものの、ともに定説にまでは至っていない。なお、ヨーロッパ西部における本格的なインド・ヨーロッパ系民族の到達は青銅器時代になってからである。

## 青銅器時代
ヨーロッパにおける青銅器の使用は紀元前3000年頃のバルカン半島、特にエーゲ海沿岸地帯から始まり、そこから数千年かけて西ヨーロッパに広がっていったとされる。農耕と同じように西アジアから伝播した青銅器の使用は交通の発達や遠隔地貿易の促進を契機付け、都市的な集住生活を開始するきっかけとなったことから、チャイルドは青銅器の普及による社会構造の劇的な変化を「都市革命（Urban Revolution）」と表現している。またエーゲ海沿岸で繁栄した一連の青銅器文明を、エーゲ文明と呼ぶ。
エーゲ文明には、キクラデス文明（Cycladic）、クレタ文明(Minoan)、トロイア文明(Toroyan)が含まれる。これらの文明では線文字A、線文字Bといった文字が残されており、考古学だけではなく、文献史学の方面からも研究が進められている。
ヨーロッパ西部における青銅器時代の主要な考古学的文化としては、ポーランドのルサチア文化（Lusatian）、北欧青銅器文化（Nordic Bronze Culture）などが知られている。
なおこの頃までには、イベリア半島にはハプログループR1b (Y染色体)に属す人々が到達しており、インド・ヨーロッパ語族の拡散もほぼヨーロッパ全土に至っていたと考えられる。